# Dokhtaram Sahar

Dokhtaram Sahar (en persan : دخترم سحر ; en anglais : My Daughter Sahar ; Ma fille, Sahar)  est un film iranien réalisé par Majid Gharizadeh en 1989.

## Synopsis
Un jeune couple dispute au sujet du traitement de leur fille handicapée, Sahar. Tordu par son faible revenu, le mari n’a pas d’espoir en guérison de sa fille. Au seuil de désespoir, un ami, metteur en scène, propose à l’homme de lui confier un rôle principal dans une pièce de théâtre.
Le soir de mise en scène, le mari, qui avait quitté la maison depuis quelque temps, invite sa femme et sa fille au théâtre.

## Fiche technique
- Réalisateur : Majid Gharizadeh
- Scénaristes : Majid Gharizadeh, Sinim Bazardjani
- Genre : Drame
- Année de production : 1989
- Durée : 85 minutes
- Pays :  Iran

## Distribution
- Reza Rouygari
- Mahshid Afsharzadeh
- Sara Mahin-Torabi
- Parvaneh Dabaghi
- Nemat-olah Gordji
- Mehri Vedadian
- Farhad Nikpoor
- Maryam Safai
- Naghmeh Dadashian
- Mohammad Sadat Abhari
- Fereshteh Motamedi
- Aghdas Sehatbakhsh
- Doavood Rahatloonejad
- Ghazal Yazdanifar